# Йовіта Будник
Йовіта Будник (пол. Jowita Budnik; 28 листопада 1973, Варшава, ПНР) — польська акторка театру і кіно.

## Із життєпису
Народилася у Варшаві, навчалася у Варшавському університеті.
Дебютувала в кіно у 1985 у віці 11 років у фільмі Радослава Пивоварського Kochankowie mojej mamy («Коханці моєї мами»). Знімалася у фільмах Папуша, Площа Спасителя та Jeziorak а також телесеріалах M jak miłość та W labiryncie. У 2017 отримала нагороду за найкращу жіночу роль на Чиказькому міжнародному кінофестивалі за роль у фільмі Birds Are Singing in Kigali.

## Вибіркова фільмографія
- Повернення (2006)
- Сім хвилин (2010)